# Pueblo kven
El pueblo kven (kveeni en idioma kven y finés, kvener en noruego y kveanat en sami septentrional) es una minoría étnica de Noruega, descendiente de los campesinos y pescadores fineses que emigraron de las regiones del norte de Finlandia y Suecia al norte de Noruega en los siglos XVIII y XIX. En 1996 obtuvieron el estatus de minoría en Noruega, y en 2005 su idioma fue reconocido como lengua minoritaria.

## Denominación
El término kven se ha usado de forma continuada en Noruega, desde la Edad Media hasta la época actual, para describir a los descendientes de los pueblos de habla finlandesa que emigraron al norte de Noruega desde el siglo XVI hasta la Segunda Guerra Mundial.
El origen del término es controvertido, igual que el destino de aquellos kvens medievales. Hay poca evidencia que apoye que los kven modernos sean descendientes directos de la Kvenland que se menciona en algunas fuentes antiguas de Noruega e Islandia.
Como resultado de la firma por parte de Noruega del Convenio Marco para la Protección de las Minorías Nacionales en 1999, el término kven se convirtió por primera vez en el nombre oficial correspondiente a los descendientes de fineses que llevasen un largo tiempo en Noruega y se considerasen miembros de esa minoría étnica particularmente protegida.
Entre algunos académicos se sostiene que el término kven, debido a la discriminación y la represión por parte las autoridades noruegas, se hizo despectivo durante el siglo XIX. Esa sería la razón por la que algunos kven prefieren ser llamados "suomalaiset" ("finlandeses" en finés). Sin embargo, con la revitalización de la cultura kven en la década de 1970 los propios kven empezaron a utilizar el término. El término es aceptado y utilizado en la actualidad; por ejemplo, en el nombre de la organización kven en Noruega (Norske Kveners Forbund).

## Demografía

Bandera oficial

Los kven se registraron como grupo separado en los censos de Noruega en el período 1845 a 1930. Desde el siglo XVI los kven comenzaron a constituir una parte significativa de la población del norte de ese país. En 1845 el 13,3 % de la población de Finnmark y el 3,2 % de Troms se consideraban kvenes. En 1854 las cifras aumentaron, respectivamente, al 19,9 % y 7,0 %. El pico se produjo en 1875, con respectivamente el 24,2 % y el 7,7 %. Las proporciones se redujeron al 20,2 % y 3,7 % en 1890, y al 13,8 % y 2,0 % en 1900.
En el censo de 1930 había registradas en 8.215 kven entre Troms y Finnmark. En 1950, 1.439 personas informaron de que usaban la lengua finesa en Troms (58) y Laponia (1.381).
En 2001, el número de kven se estimó en 10.000-15.000 personas en el marco de una investigación parlamentaria sobre las minorías nacionales en Noruega. Sin embargo, la estimación del número de kvens es difícil, ya que no existe una definición oficial. Por lo tanto, otros estudios han estimado el número en unos 50-60.000, si se tomaba en cuenta a población de la que al menos uno de sus abuelos hablase finlandés. Sin embargo, muchos de ellos podrían considerarse a sí mismos como simplemente noruegos o samis (o cualquier combinación de los tres elementos).